# Republica Sud-Africană
Republica Sud-Africană (în neerlandeză Zuid-Afrikaansche Republiek; ZAR; cunoscut și sub numele de Republica Transvaal) a fost un stat independent și recunoscut internațional, situat în ceea ce este acum Africa de Sud, din 1852 până în 1902.
Republica a învins Imperiul Britanic în Primul Război al Burilor și a rămas independentă până la sfârșitul celui de-al Doilea Război al Burilor, la 31 mai 1902. Capitularea statului față de britanici a fost împus forțat dupa ce Lord Kitchener, mareșalul britanic, a autorizat politica pământului pârjolit și folosirea lagărelor de concentrare pentru femei și copii afrikaneri capturați. Ca urmare, au murit peste 27.000 de civili. După războiul respectiv, teritoriul ZAR a devenit Colonia Transvaal. În timpul Primului Război Mondial, a existat o încercare de reînființare a republicii prin rebeliunea Maritz.
Teritoriul care a fost cândva ZAR cuprinde acum toate sau majoritatea provinciilor Gauteng, Limpopo, Mpumalanga și Nord West în porțiunea nord-estică a Africii de Sud în ziua de azi.